# Ion Andreescu
Ion Andreescu (Moldavia, 1850 – Bucarest, 1882) è stato un pittore rumeno.
Nel 1876 compì un viaggio alla volta della Francia e ne tornò notevolmente influenzato da Barbizon e dall'Impressionismo. In vita fu poco conosciuto, ma venne presto rivalutato dopo la prematura morte.